# Hnědnutí
Hnědnutí (též braunifikace) je půdotvorný proces, který spočívá ve zvětrávání silikátů v kyselých půdách obsahujících dvoumocné železo. Při tomto procesu též dochází k uvolňování seskvioxidů a primárních minerálů, vzniká jíl. Půda při procesu braunifikace hnědne.